# Montgrès
El Montgrès és una muntanya de 743 metres situada al municipi de Veciana, a la comarca catalana de l'Anoia.